# بوليط أصغر
بوليط أصغر (الاسم العلمي:Boletus minor ) هو نوع الفطريات يتبع جنس البوليط من الفصيلة البوليطية.